# Сименс-Шукерт D.IV
Сименс-Шукерт D.IV је немачки ловачки авион који је производила фирма Сименс-Шукерт. Први лет авиона је извршен 1917. године. 

Највећа брзина у хоризонталном лету је износила 190 km/h. Размах крила је био 8,35 метара а дужина 5,70 метара. Маса празног авиона је износила 540 килограма а нормална полетна маса 735 килограма. Био је наоружан са два 7,92-мм митраљеза ЛМГ 08/15 Спандау.

## Наоружање
| Наоружање авиона: Сименс-Шукерт |      |
| Ватрено (стрељачко) наоружање   |      |
| Топ                             |      |
| Митраљез                        |      |
| Број и ознака митраљеза         | 2    |
| Калибар                         | 7,92 |
| Бомбардерско наоружање (бомбе)  |      |
| Ракетно наоружање (ракете)      |      |